# Obaidullah Aleem

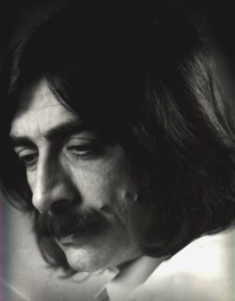
Obaidullah Aleem

Obaidullah Aleem (Urdu: عبیدالله علیم, * 12. Juni 1939 in Bhopal; † 18. Mai 1998 in Karatschi) war ein urdusprachiger Dichter. Er wird als einer der besten Ghasel-Lyriker der modernen Ära angesehen.
Aleem wurde 1939 in Bhopal im damaligen Britisch-Indien geboren; sein Vater gehörte der Bhat-Familie an. Er studierte Urdu an der Universität Karatschi und arbeitete als TV- und Radio-Regisseur bis 1967. 1970 heiratete er Nigar Yasmin und wenige Jahre vor seinem Tod ging er mit Tehseen Fatima die zweite Ehe ein. Aleem publizierte 1974 die erste Gedichtsammlung, Chand Chehra Sitara Ankhen. Danach war er Vorsitzender der Pakistan Television Corporation bis 1978, als er wegen einer Anweisung gegen ihn zur Kündigung gezwungen wurde. Sein Gedichtband erhielt den Adamji Preis, den höchsten Literaturpreis in Pakistan.
1982 schrieb Obaidullah Aleem einen Artikel Khurshid Misaal Shakhs zum Gedenken an Mirza Nasir Ahmad, den kürzlich verstorbenen Kalifen der Ahmadiyya Muslim Jamaat. Seine zweite Gedichtsammlung mit dem Titel Viran Saray Ka Diya erschien 1986. In den 1990er Jahren kam Aleem mehrmals nach London, um den damaligen Kalifen Mirza Tahir Ahmad zu besuchen. Im März 1997 erlitt er einen ernsthaften Herzinfarkt im Punjab, nach dem er für einige Tage im Fazl-e-omar Krankenhaus in Rabwah behandelt wurde. Seine letzten Tage verbrachte Aleem in Nazimabad, einem Vorort von Karatschi. Dort starb er an einem weiteren Herzinfarkt am 18. Juni 1998.

## Bibliografie
- Chand chehra sitara ankhhen. (1974)
- Viran saray ka diya´. (1986)
- Yei Zindagi Hey Hamari, (Ausgewählte Gedichte)
- Men Khhuli Huwi Ik Sachai.
- Chiragh Jaltey Hen: The Unpublished Poetry of Obaidullah Aleem. (Faksimileunterschrift-Edition bearbeitet von Rehan Qayoom, 2014)[3]